# Somebody Up There Likes Me
Somebody Up There Likes Me —conocida en español como Marcado por el odio y El estigma del arroyo— es una película de 1956 dirigida por Robert Wise y protagonizada por Paul Newman. Basada en la vida del mítico boxeador Rocky Graziano, fue galardonada con el premio Óscar en 1956 en la categoría de mejor fotografía (Joseph Ruttenberg).
El papel de Rocky Graziano era originalmente para James Dean, pero el actor murió en un accidente de coche antes de empezar el rodaje así que Paul Newman sustituiría a Dean. Este sería el primer papel importante de Paul Newman y en el que también supone el debut de Steve McQueen, aunque no apareciera en los créditos.  También supuso el debut cinematográfico de Frank Campanella, Robert Loggia y Dean Jones.

## Sinopsis
Rocky Graziano tuvo una infancia difícil y era maltratado por su padre. Se unió a una de las bandas del barrio y empezó una larga actividad criminal. Fue a la cárcel, donde se convirtió en una figura rebelde contra la autoridad. Después de su puesta en libertad, fue alistado en el ejército pero se fugó. Con la necesidad económica se convirtió en boxeador y encontró su talento natural antes de que el ejército lo licenciara con deshonor. Con una vida completamente nueva y casado con Norma, llega a lo más alto pero pierde el título contra Tony Zale.

## Premios
Medallas del Círculo de Escritores Cinematográficos
| Categoría              | Candidato   | Resultado |
| ---------------------- | ----------- | --------- |
| Mejor actor extranjero | Paul Newman | Ganador   |